# Camp Point
Camp Point est un village du comté d’Adams dans l’Illinois, aux États-Unis.